# Jemiołowo
Jemiołowo (dawniej niem. Mispelsee) – wieś w Polsce położona w województwie warmińsko-mazurskim, w powiecie olsztyńskim, w gminie Olsztynek. W latach 1975–1998 miejscowość administracyjnie należała do województwa olsztyńskiego.
Wieś położona w pagórkowatym krajobrazie pojeziernym, w sąsiedztwie jeziora Jemiołowo i Wenyka, około 3 km na południowy wschód od Olsztynka, przy asfaltowej drodze biegnącej z Olsztynka do Kunek. W dawnej szkole mieści się świetlica wiejska, w miejscowości jest sklep spożywczy oraz stacja doświadczalna hodowli ślimaków. W 2006 roku, w trakcie badań prowadzonych przez prof. Witolda Świętosławskiego z Uniwersytetu Gdańskiego odkryto pozostałości po średniowiecznej (XIV–XV wiek) wieży obronnej lub innym budynku o właściwościach obronnych. Badania zostały rozpoczęte dzięki Mariannie Bartkiewicz, sołtys Jemiołowa, która odnalazła ten historyczny budynek na swojej działce.

## Historia
W czasach krzyżackich wieś pojawia się w dokumentach w roku 1351, podlegała pod komturię w Olsztynku, były to dobra krzyżackie. Wieś założona w 1351 roku, zniszczona w czasie wojen polsko-krzyżackich w XV i XVI wieku a później w czasie i wojen szwedzkich w XVII stuleciu. Kolejne wyludnienia przyniosły epidemie dżumy, cholery i tyfusu. Dopiero w wiek XIX wieś zaczęła się dynamicznie rozwijać. Działania z pierwszej wojny światowej w 1914 r. nie przyniosły zniszczeń. W 1939 r. we wsi było 383 mieszkańców, w większości Mazurów. W tym czasie była tu szkoła, sklep i poczta. W czasie drugiej wojny światowej u gospodarzy pracowali jeńcy wojenni z obozu jenieckiego Stalag IB Hohenstein. W styczniu 1945 roku ludność wioski uciekła przed zbliżającym się frontem.
Po 1945 r. opuszczone gospodarstwa zasiedlili osadnicy z różnych stron Polski. Jeszcze do 1984 roku działała szkoła podstawowa. W 1997 r. mieszkało w Jemiołowie 295 osób, z tego 160 we wsi, reszta na koloniach poza zwartą zabudową wsi. W 2005 r. w miejscowości było 328 mieszkańców, w tym 160 w centrum wsi.

## Zabytki
- Niewielki cmentarz ewangelicki z XIX wieku, znajdujący się w centrum wsi.
- Cmentarz z XX wieku, położony ok. 100 m na zachód od Jemiołowa, przy szosie do Olsztynka.
- Dzwonnica murowana z kamienia polnego i cegły, kryta dachówką.